# Camiguinbuulbuul
De camiguinbuulbuul (Hypsipetes catarmanensis) is een vogelsoort uit de familie van de pycnonotidae (buulbuuls). De soort werd tot 2020 beschouwd als een ondersoort van Everetts buulbuul (H. everetti).

## Verspreiding
De soort komt alleen voor op het eiland Camiguin in het zuiden van de Filipijnen ten noorden van Mindanao.

## Status
De grootte van de populatie wordt geschat op 1000-2500 volwassen vogels. Er zijn geen aanwijzingen dat de soort achteruitgaat maar de populatie en het verspreidingsgebied is klein. Op de Rode lijst van de IUCN heeft deze soort daarom de status gevoelig.